# Scratch-As-Catch-Can
Scratch-As-Catch-Can (auch Broadway Headliners: Sratch-As-Catch-Can) ist ein 19-minütiger Kurzfilm des US-amerikanischen Regisseurs Mark Sandrich und der Filmgesellschaft RKO Pictures aus dem Jahr 1931. Die Komödie erhielt 1932 eine Oscar-Nominierung in der Kategorie „Bester Kurzfilm – Comedy“, wobei sie als Nachrücker für den zuvor disqualifizierten Beitrag Stout Hearts and Willing Hands fungierte. Der Oscar ging allerdings an die Kurzfilmkomödie The Music Box, die einen zermürbenden Klaviertransport zum Inhalt hat.

## Inhalt
Ein Pärchen ist in einen Versicherungsbetrug verwickelt, der weitere Schwindeleien und Gaunereien nach sich zieht und mit viel Getöse und Rummel endet.

## Produktionsnotizen
Die Vorlage für das Drehbuch stammt von dem Komiker und Sänger Bobby Clark (eigentlich Robert Edwin Clark, 1888–1960) und wurde am 17. Juli 1931 zum Copyright angemeldet. Diese wurde vom Regisseur Mark Sandrich sowie William Grew und Johnny Grey umgesetzt und durch RKO Pictures verfilmt; am 17. Oktober 1931 erfolgte der Copyright-Eintrag für den Film.
Bobby Clark trat im Film zusammen mit seinem langjährigen Komikpartner Paul McCullough auf.
Am 6. November 1931 wurde der Kurzfilm in der Spielfilmreihe Broadway Headliners in den amerikanischen Kinos veröffentlicht. Bisher gab es keine deutsche Veröffentlichung.